# Concejo Regional Har Hebron

Gobernación de Hebrón de Cisjordania.

El Concejo Regional Har Hebron (en hebreo מועצה אזורית הר חברון) es un concejo regional en las colinas meridionales de Judea del Área de Judea y Samaria, en la Cisjordania ocupada (Palestina). Administra los asentamientos israelíes que se han construido dentro de la gobernación palestina de Hebrón, así como otros cercanos. La cabecera está situada adyacente a Otniel. Fundado en 1983, el primer asentamiento fue Beit Yatir.
El actual presidente del concejo es Tzviki Bar Chai. Cerca de 5000 israelíes viven en el territorio municipal del concejo, cuya mayor parte no son adherentes al judaísmo ortodoxo.
Aunque el Concejo Local de Kiryat Arba está situado físicamente dentro del territorio del Concejo Regional de Har Hebron, es un Concejo Local independiente.
Los asentamientos israelíes son ilegales según el derecho internacional. El artículo 49 del Cuarto Convenio de Ginebra, del que Israel es firmante, especifica que «la Potencia ocupante no podrá efectuar la evacuación o el traslado de una parte de la propia población civil al territorio por ella ocupado». El 19 de julio de 2024, la Corte Penal Internacional dictaminó que los asentamientos israelíes «violan el derecho internacional» y ordenó que Israel debe «detener los asentamientos y evacuar a los colonos».

## Lista de asentamientos
Este concejo regional proporciona varios servicios municipales para los siguientes asentamientos dentro de su territorio:

### Moshavim
- Beit Yatir
- Carmel
- Maon

### Asentamientos comunitarios
- Adora
- Beit Hagai
- Eshkolot
- Livne (Shani)
- Maale Hever
- Negohot
- Otniel
- Sansana
- Shima
- Susya
- Telem
- Teneh
- Omarim

### Puestos avanzados
- Avigayil
- Asael
- Mitzpe Eshtemoa
- Mitzpe Yair